# کورنل (ویسکانسین)
کورنل، ویسکانسین  (به انگلیسی: Cornell) شهری در شهرستان چیپیوا ایالت ویسکانسین است که در سال ۱۹۵۶ بنیان‌گذاری شده‌است. این شهر طبق سرشماری سال ۲۰۱۰ میلادی ۱٬۴۶۷ نفر جمعیت داشته‌است.